# Cryptus problema
Cryptus problema là một loài tò vò trong họ Ichneumonidae.